# Baryopsis montivagans
Baryopsis montivagans – gatunek chrząszcza z rodziny kusakowatych i podrodziny żarlinków (Paederinae).
Gatunek ten opisany został w 1906 roku przez Maxa Bernhauera jako Latona montivagans na podstawie nieokreślonej liczby syntypów. W 2012 roku Volker Assing dokonał redeskrypcji gatunku, wyznaczenia lektotypu i paralektotypu oraz przeniesienia go do rodzaju Baryopsis.
Chrząszcz o ciele długości od 14 do 15 mm, czarniawobrązowym lub ciemnobrązowym z ciemnorudymi czułkami i głaszczkami szczękowymi oraz brązowymi do ciemnobrązowych odnóżami. Głowę ma 1,03–1,04 raza dłuższą niż szerszą, z wierzchu grubo i rozproszenie makropunktowaną oraz gęsto mikropunktowaną, ledwo widocznie mikrosiateczkowaną, z małymi, słabo wystającymi oczami. Przedplecze jest czarniawe, 1,15 raza dłuższe niż szerokie, o brzegach bocznych prawie równoległych i prostych, o powierzchni gęsto mikropunktowanej i z mikrorzeźbą w postaci płytkiej siateczki o oczkach równej średnicy. Grzbietowe rzędy przedplecza składają się z 8–10 punktów makroskopowych. Bardzo krótkie, niewyraźnie mikropunktowane, płytko i rzadko makropunktowane, wyraźnie mikrorzeźbione pokrywy mają tylne brzegi skośnie ścięte, zaś tylne skrzydła są całkiem zredukowane. Odwłok jest wyraźnie szerszy od reszty ciała, delikatnie i gęsto punktowany, z wypukłą tylną krawędzią ósmego tergitu. U samca ósmy sternit jest płycej niż u B. glabra V-kształtnie wcięty, a aparat kopulacyjny ma edeagus długości około 2,3 mm i paramery niesięgające do wyraźnie haczykowatego i nierozszerzonego szczytu długiego wyrostka brzusznego.
Owad neotropikalny, endemiczny dla Peru, znany wyłącznie z miejsca typowego w okolicy Cerro de Pasco w regionie Pasco, położonego w Andach, na wysokości 4000 m n.p.m..